# Hugoton (Kansas)
Hugoton é uma cidade localizada no estado americano de Kansas, no Condado de Stevens.

## Demografia
Segundo o censo americano de 2000, a sua população era de 3708 habitantes.
Em 2006, foi estimada uma população de 3560, um decréscimo de 148 (-4.0%).

## Geografia
De acordo com o United States Census Bureau tem uma área de
4,6 km², dos quais 4,6 km² cobertos por terra e 0,0 km² cobertos por água. Hugoton localiza-se a aproximadamente 948 m acima do nível do mar.

## Localidades na vizinhança
O diagrama seguinte representa as localidades num raio de 40 km ao redor de Hugoton.